# Вулиця Гнатевича (Львів)
Вулиця Гнатевича — вулиця в Личаківському районі міста Львова, в місцевості Нове Знесіння. Пролягає від вулиці Ковельської до вулиці Помірки, поруч із залізничною колією Львів—Київ.

## Історія
Вулиця виникла у складі селища Знесіння, не пізніше 1931 року зафіксовано її офіційну назву — Липкова (у часи нацистської окупації, з 1943 року по липень 1944 року — Лінденгольцґассе). За радянських часів, у 1963 році, вулицю перейменували на вулицю Тютюнника, на честь українського письменника Григора Тютюнника. У 1993 році вулиця отримала сучасну назву на честь відомого українського історика Богдана Гнатевича.
Забудована одноповерховими конструктивістськими будинками першої половини XX століття та малоповерховими садибами пізнішого часу. З-поміж типової для Знесіння забудови можна відзначити кам'яниці № 9, 11, 21 і 23, зведені наприкінці XIX — на початку XX століття.
У будинку № 19 у 1950-х роках діяв підпільний монастир сестер йосафаток.